# 1094
Năm 1094 là một năm trong lịch Julius.